# Річковий транспорт України
Річковий транспорт України — один із видів транспорту в Україні, що здійснює перевезення вантажів та пасажирів внутрішніми водними шляхами, як природними (річки, лимани, озера), так і штучними (канали, водосховища). Річковий транспорт України є підгалуззю водного транспорту України.
В Україні є три основні судноплавні річки: Дунай, Дніпро та Південний Буг, які мають вихід до Чорного моря. Дніпро та Дунай входять до п'ятірки найбільших річок Європи. Річковий транспорт України здійснює перевезення вантажів до річкових портів Румунії, Німеччини, Угорщини та Австрії, а також морських портів Болгарії, Грузії та країн Середземномор'я.
Про річковий транспорт на території сучасної України згадується ще в давньогрецьких джерелах. Найвищого розквіту внутрішнє судноплавство в Україні досягло в другій половині XX століття. Проте вже наприкінці того ж століття галузь опинилася в кризі. Зусилля, спрямовані на її подолання та подальший розвиток річкового транспорту, були суттєво ускладнені через російське вторгнення в 2022 році. Але і в умовах повномасштабної війни річковий транспорт залишається ключовим для забезпечення експорту, особливо в рамках Чорноморської зернової ініціативи, і попри численні виклики, галузь зберігає значний потенціал для відновлення та розвитку.

## Історія
Річковий транспорт в Україні має довгу історію. Ще з давніх часів, починаючи з V століття до н. е., про що свідчать згадки у давньогрецьких джерелах, річка Дніпро відігравала важливу роль як зручний торговельний шлях. Дніпро був важливою складовою південного відрізку торгового шляху «з варягів у греки». Цей маршрут, що з'єднував Скандинавію з Візантією, сприяв розвитку Київської Русі, зміцнюючи її торгові, культурні, політичні та релігійні зв'язки. Шлях пролягав річками, а в місцях, де судноплавство було неможливим, човни перетягували волоком. Напади кочовиків на судна в степових районах та занепад Візантійської імперії призвели до того, що в XIII столітті шлях поступово втратив своє значення.
Ще зі стародавніх часів важливим водним шляхом був і Південний Буг, але активний розвиток регулярного судноплавства на ньому почався вже наприкінці XVIII століття, коли річкою почали перевозити пшеницю для експорту.

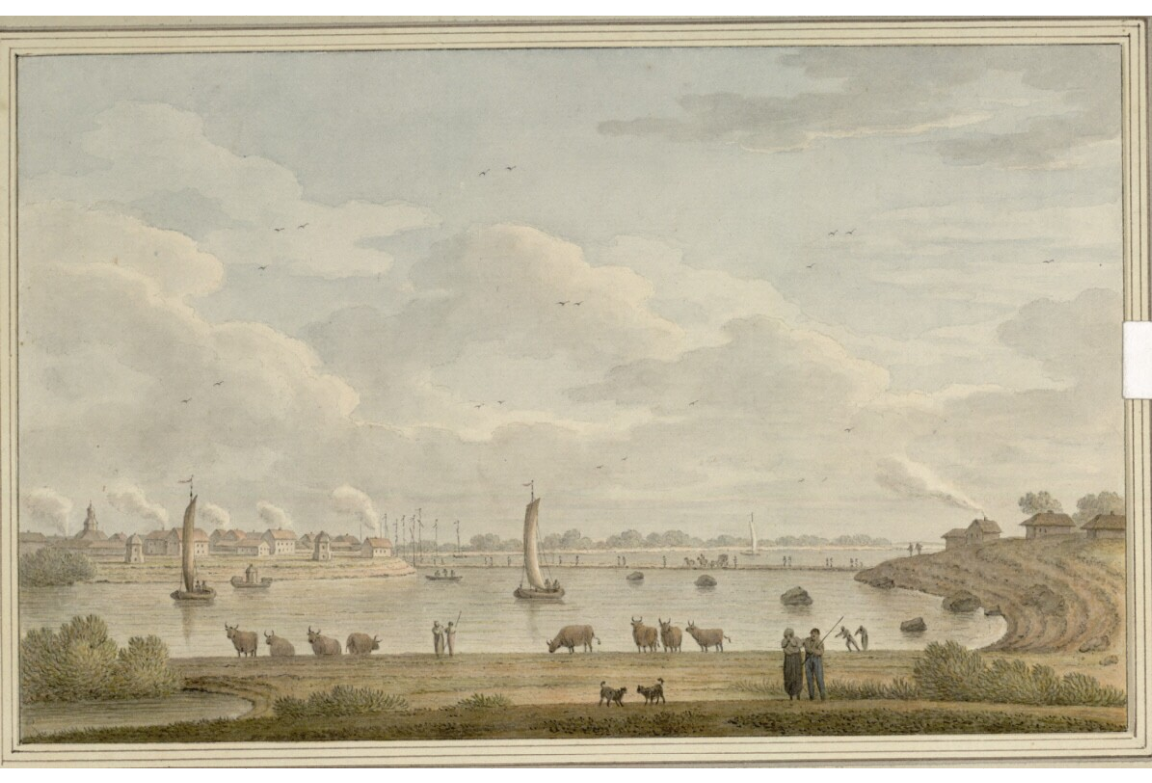
Гравюра Йогана Генріха Мюнца «Місто та порт Кременчук» (1781)

В останній чверті XVIII століття в Поліссі, на території сучасної Білорусі, був прокладений Дніпровсько-Бузький канал, який з'єднав річку Мухавець (притока Західного Бугу, басейн Вісли) із річкою Піною (притока Прип'яті, басейн Дніпра). На той час цей маршрут, який на території України проходив Прип'яттю й Дніпром, став єдиним внутрішнім водним шляхом, що з'єднував Балтійське й Чорне моря.
До початку XIX століття плавали переважно на плотах та дерев'яних суднах, а вже в першій третині ХІХ століття на річках України починають з'являтися пароплави. Одним із перших пароплавів на Дніпрі був дерев'яний 20-метровий колісний пароплав «Надія» (інша назва — «Бджілка»), збудований у 1820—1823-х роках у маєтку графа Михайла Воронцова Мошни (зараз — Черкаська область). Цей пароплав спочатку використовували для буксирування барж між Херсоном та Миколаєвом, пізніше він був переведений до Одеси, де його використовували як пасажирське судно, а в 1829 році пароплав «Надія» увійшов до складу Дунайської транспортної флотилії. А вже в 1835 році на Дніпрі була заснована перша пароплавна компанія. Два її пароплави буксирували баржі з каменем для будівництва Київської фортеці та Чернігівського шосе (зараз — Броварський проспект) у Києві.
Річкові перевезення в другій половині ХІХ століття відіграли помітну роль у розвитку внутрішнього ринку України. Стрімкий розвиток річкового транспорту обумовлювала його економічність, адже транспортувати вантажі водою було значно дешевше, ніж гужовим транспортом або залізницею. Головними ж недоліками цього виду перевезень були невелика вантажоспроможність, обмежений навігаційний період та особливо неможливість безперервного судноплавства через Дніпрові пороги. Плоти, човни й невеликі судна через пороги могли проводити й лоцмани, а при транспортуванні великих вантажів з верхів'їв Дніпра до чорноморських портів товари розвантажували з суден, перевозили вздовж порогів суходолом і нижче порогів знов завантажували на судна, що очевидно було економічно невигідним. Крім того, на Дніпрі було чимало великих мілин, які ускладнювали судноплавство. Іноді судна доводилося розвантажувати й переправляти через мілину без вантажу. У літній період на мілководних ділянках Дніпра нерідко накопичувалися тисячі плотів, кількість яких до кінця XIX столітті, незважаючи на розвиток парового флоту, продовжувала зростати, в першу чергу – через дешевизну сплаву.
У 1858 році було створено «Товариство пароплавства по Дніпру та його притоках». У 1869 році товариству належало 9, а у 1980-ті роки — вже 40 пароплавів. Незважаючи на те, що ці пароплави були переважно невеликі, застарілих конструкцій та споживали забагато палива, товариство досягло значних економічних успіхів і не лише забезпечувало перевезення вантажів, а ще й обслуговувало 9 пасажирських маршрутів.
У 1888 році було засноване «Друге товариство пароплавства по Дніпру та його притоках», яке розпочало рейси між Києвом і Кременчуком та між Катеринославом і Кременчуком. До складу цієї акціонерної компанії входили цукрозаводчики Київщини, власники донецьких шахт і акціонери Олександрівського Південно-Російського заводу в Катеринославі, а її директором-розпорядником став Давид Семенович Марголін. Пароплави товариства перевозили метал, вугілля, цукор, і це забезпечувало акціонерам високі дивіденди. «Другому товариству пароплавства по Дніпру» на початку його діяльності належало 10 пристаней на Дніпрі та 15 пароплавів, серед яких «Цар-пароплав» і «Держава» — найбільші на Дніпрі. А в 1890 році компанія придбала ще 6 пароплавів. У 1890-ті роки капітал товариства складав 1 млн крб.

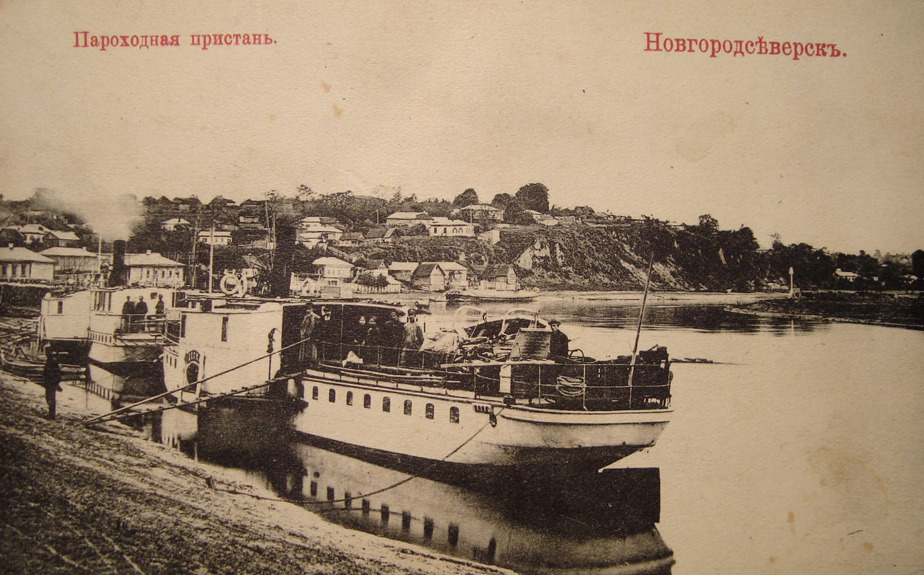
Новгород-Сіверський. Пароплавна пристань (не пізніше 1915)

У другій половині ХІХ століття судноплавство на Дніпрі та його притоках було підпорядковане окружному управлінню в Києві, яке в 1878 році розпочало очищення русла Дніпра й Прип'яті від корчів і каміння. Проводилися й землечерпальні роботи, а після спаду весняних вод на перекатах установлювали тимчасові щити для відхилення течії та скеровування її по головному судноплавному ходу. На фарватерах часто виникали аварійні ситуації, тому було запроваджено навігаційну інспекцію, а також встановлювали вказівні й попереджувальні знаки, організовували сигнальні пости тощо. На берегах Дніпра розмістили 528 знаків, що освітлювалися, на фарватері — 550 бакенів. Проведені роботи сприяли швидкому розвиткові річкового судноплавства наприкінці ХІХ століття. Поряд із «Товариством пароплавства по Дніпру та його притоках» та «Другим товариством пароплавства по Дніпру та його притоках» купцями було засновано чимало приватних пароплавним компаній. Вже наприкінці 1860-х років купці та інші приватні власники володіли 40 пароплавами загальною потужністю понад 1,9 тис. кінських сил.
Паровий флот на річках України стрімко зростав, підвищувалась швидкохідність суден, збільшувалися їхні розміри. Пароплави все більше переходили до споживання кам’яного вугілля. У 1873 році на Трухановому острові відкрили майстерні для ремонту суден, а в 1898 році на Оболоні розпочалося будівництво Київських ремонтних майстерень. Швидко зростала й кількість робітників-річковиків, значна частина яких працювала на сезонних роботах, зокрема на весняному сплаві плотів.
У другій половині ХІХ століття активно розвивалося судноплавство й на Десні, якою проходив зручний шлях від Новгорода-Сіверського до Києва. У цей період в Чернігові відбудували пристань, на Десні з'явилися перші пароплави. З північних регіонів до Києва річкою перевозили залізні, сталеві та скляні вироби, ліс, а звідти — хліб, цукор, спирт, сіль тощо. На межі ХІХ-ХХ століть Десною організували й поштово-пасажирські рейси.
Станом на 1890 рік річками України ходили 220 пароплавів (Дніпром з притоками — 164 пароплави, Південним Бугом — 40, Дністром — 11, Сіверським Дінцем — 4, Західним Бугом — 1). Їхня загальна вантажопідйомність перевищувала 1,2 млн пудів, загальна потужність машин дорівнювала 11,2 тис. кінських сил. На цих суднах було зайнято близько 2,9 тис. чоловік екіпажу.
У 1890-ті роки кількість пароплавів на річках України продовжувала зростати. Між судновласниками, найбільшими з яких були акціонерні товариства, точилася гостра конкурентна боротьба. Зростала й кількість несамохідних і непарових суден (барж, берлин, гончаків). До початку ХХ століття в басейні Дніпра вже експлуатувалось 382 самохідних і 2226 несамохідних суден.

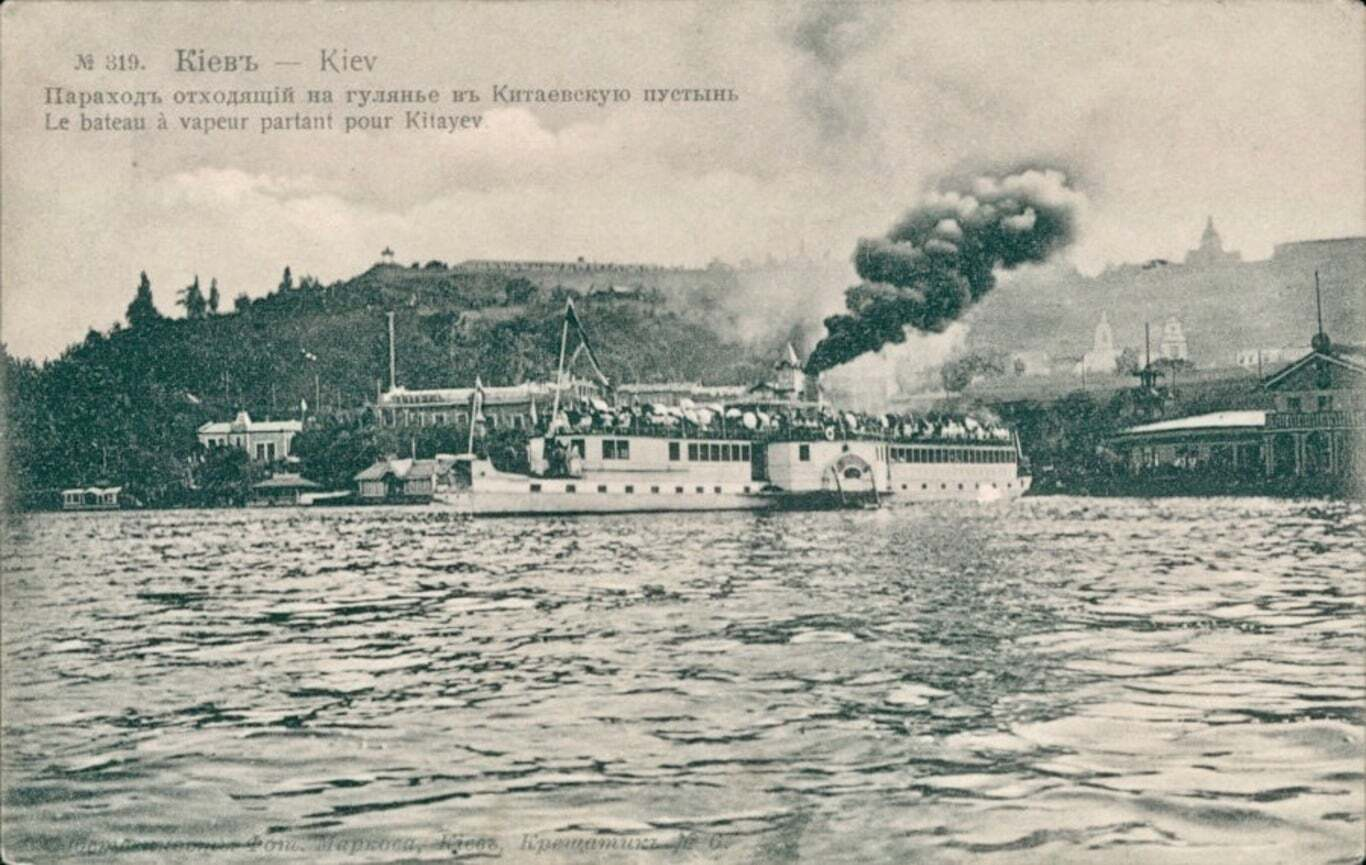
Київ. Пароплав, що відходить на гуляння до Китаївської пустині (1900-ті)

Наприкінці ХІХ століття «завдяки люб'язності пароплавного товариства в особі Марголіна Д. С. відбулися річкові екскурсії-прогулянки» для учнів на пароплавах по Дніпру із зупинками «в мальовничих або цікавих в історичному плані місцях, наприклад, у Межигір'ї». Ці екскурсії можна вважати витоками круїзного туризму в Україні.
Але все ж на межі XIX—XX століть, поряд із розвитком, річковий транспорт почав втрачати своє значення. Це було зумовлено швидким зростанням залізничного транспорту, який мав вищу швидкість, а також сезонністю роботи річкового транспорту і перешкодою, створюваною Дніпровими порогами.
Після подій Української революції, Радянсько-української війни 1917—1921 років та більшовицької окупації розвиток річкового транспорту продовжився. У 1922 році було засноване Управління річковим транспортом Дніпра, а в наступні роки створені два пароплавства: Верхньодніпровське (з управлінням у Києві) та Нижньодніпровське (з управлінням у Херсоні), — які пізніше були об'єднані в Дніпровське пароплавство.
Головною перешкодою для судноплавства на Дніпрі в усі часи були пороги. У попередні століття існували проєкти подолання цієї перешкоди: розчистка фарватеру або будівництво судноплавних каналів. Так ще в 1830—1850-х роках були влаштовані так звані «відкриті канали» на порогах, які не допомогли вирішити проблему забезпечення суцільного судноплавства й поступово були занедбані. У 1880-х інженер Сулковський розробив проєкт повної розчистки порогів, який не був реалізований. Лише вздовж старих каналів збудували дерев'яні стінки. У 1893 р. інженер Микола Лелявський створив проєкт шлюзування каналів, який теж залишився на папері. І лише в 1930-х роках, коли були введені в експлуатацію Дніпровська гідроелектростанція, гребля та шлюз, поділ навігаційних ділянок Дніпра на верхню й нижню став неактуальним. Безперервне судноплавство на Дніпрі від верхів'я до гирла стало можливим, що сприяло різкому зростанню обсягів вантажоперевезень. У цей час були докорінно реконструйовані й великі порти, зокрема Київський, Дніпропетровський, Херсонський, а також збудований новий Запорізький порт, який став найбільшим на Дніпрі.
У 1920—1930-х роках відбувався й повільний розвиток круїзного річкового туризму на Дніпрі, перерваний Другою світовою війною.
Під час Другої світової війни річкове господарство України зазнало значних втрат — більшість суден було затоплено, порти були зруйновані. Проте вже в жовтні 1944 року було засновано Радянське Дунайське державне пароплавство (зараз — ПрАТ «Українське Дунайське пароплавство»), а в травні 1945 року було відновлено роботу Дніпровського пароплавства. У 1944 році, коли почали відновлювати річкові перевезення на Дніпрі, виникла гостра потреба в швидкому введенні в експлуатацію великої кількості вантажних і пасажирських суден. Проте в перші повоєнні роки бракувало як дизельних двигунів, так і пального для них. У зв’язку з цим на заводі «Ленінська кузня» (нині — завод «Кузня на Рибальському») серійно будували лише пароплави. Крім того, у другій половині 1940-х років не тільки споруджували нові судна, а й піднімали з дна річок та відновлювали довоєнні пароплави, більшість із яких були затоплені в 1941 році, та активно використовували трофейні судна.

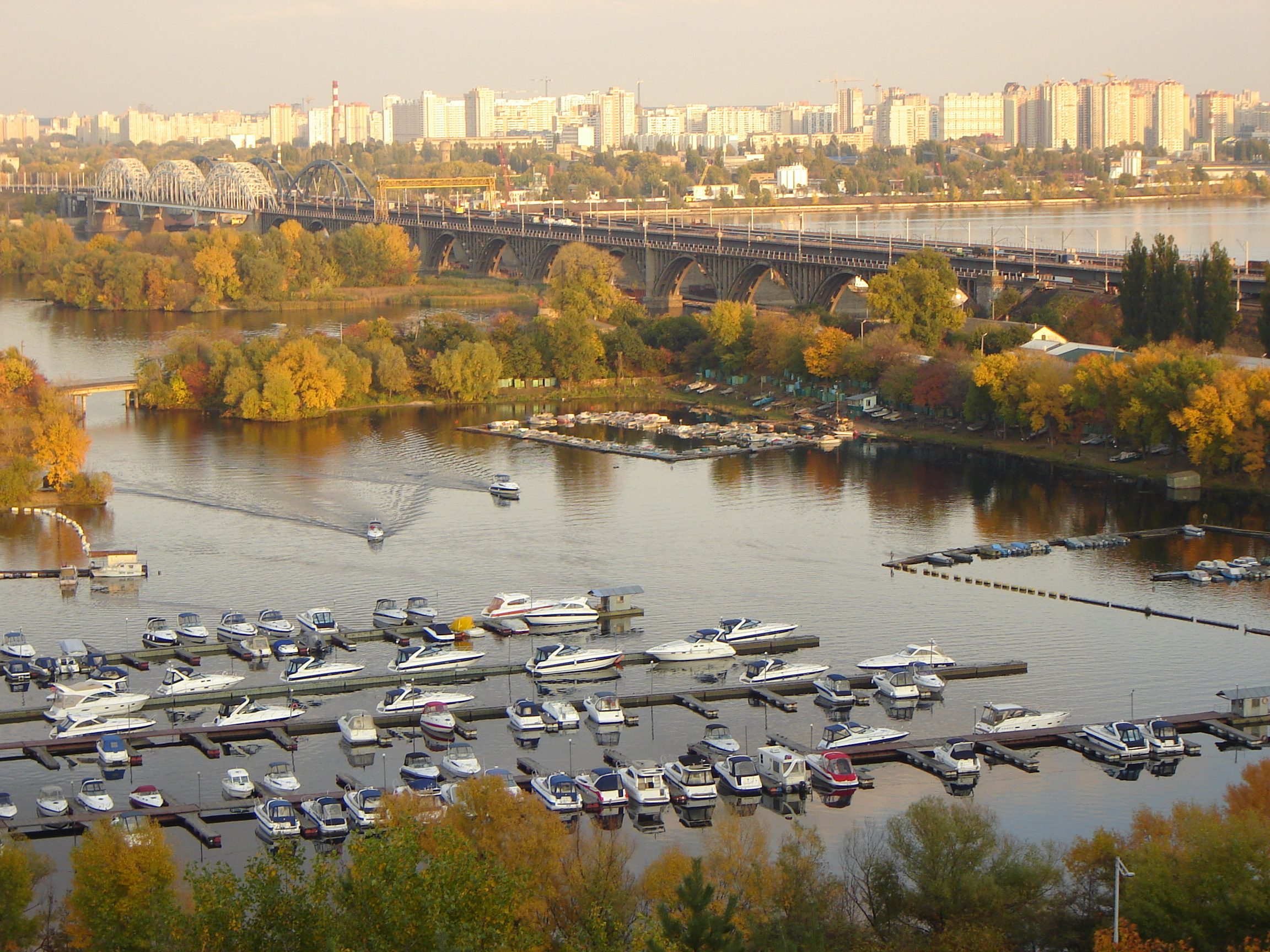
Човнові станції в Печерському районі Києва (2009)

У 1950-ті роки популярними стали приватні моторні човни й було налагоджено масове виробництво малих суден і моторів до них. По берегах великих та малих судноплавних річок України облаштовували човнові станції (стоянки).
Після завершення Другої світової війни розвиток пасажирського та вантажного річкового транспорту тривав і на Десні. 1964 року в Чернігові відкрили річковий порт, до якого приписали Новгород-Сіверську пристань і причал Путивськ.

«Ракета» на Дніпрі в Києві (1975)

Із початку 1960-х років популярним пасажирським транспортом на Дніпрі й Південному Бузі стають судна на підводних крилах: спочатку «Ракети», пізніше — «Метеори» й «Восходи». Судна на підводних крилах ходили також по Прип'яті й Десні.
У 1965 році Дніпровське пароплавство отримало статус Головного управління річкового флоту при Раді Міністрів УРСР. Це дало змогу значно розширити географію та можливості перевезень, зокрема організувати безперевалочні перевезення вантажів між портами Дніпра, Дунаю, Чорного та Середземного морів. У цей же період активно розбудовувався Миколаївський річковий порт, історія якого почалася ще в 1882 році.

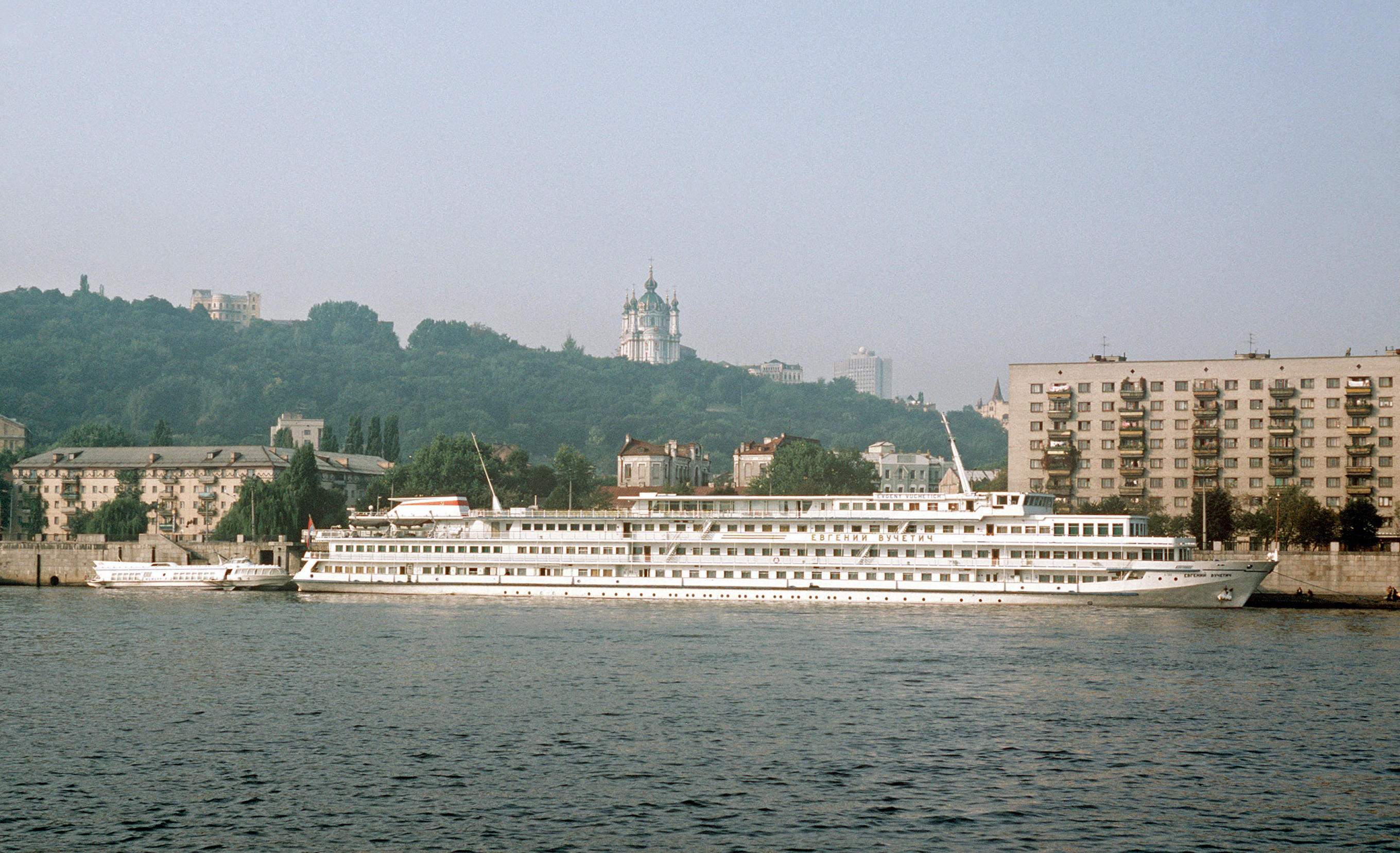
Чотирипалубний теплохід «Євгеній Вучетич» (пізніша назва — «Принцеса Дніпра») та «Метеор» у Києві (1985)

У 1960-х роках продовжився розвиток круїзного річкового туризму. Програми круїзів Дніпром, які користувалися великою популярністю, передбачали оглядові екскурсії містами, що лежали по маршруту, відвідування визначних пам'яток. На борту теплоходів проводили танцювальні вечори, влітку програма передбачала ще й відпочинок на пляжах. Зазвичай Дніпровський круїз пролягав за маршрутами «Херсон—Київ—Херсон» або «Миколаїв—Київ—Миколаїв» (через Дніпровський лиман) із зупинками в Новій Каховці, Запоріжжі, Дніпропетровську, Кременчуці, Черкасах, Каневі. Були й круїзи «річка—море»: з Києва до Одеси, звідти Дунаєм до Русе (Болгарія) й Джурджу (Румунія).
У 1988 році Головне управління річкового флоту було реорганізоване у виробниче об'єднання «Головрічфлот» під управлінням Міністерства транспорту УРСР, а 29 грудня 1989 року Рада Міністрів УРСР ухвалила постанову про створення першого міжгалузевого державного об'єднання річкового транспорту — МДО «Укррічфлот».

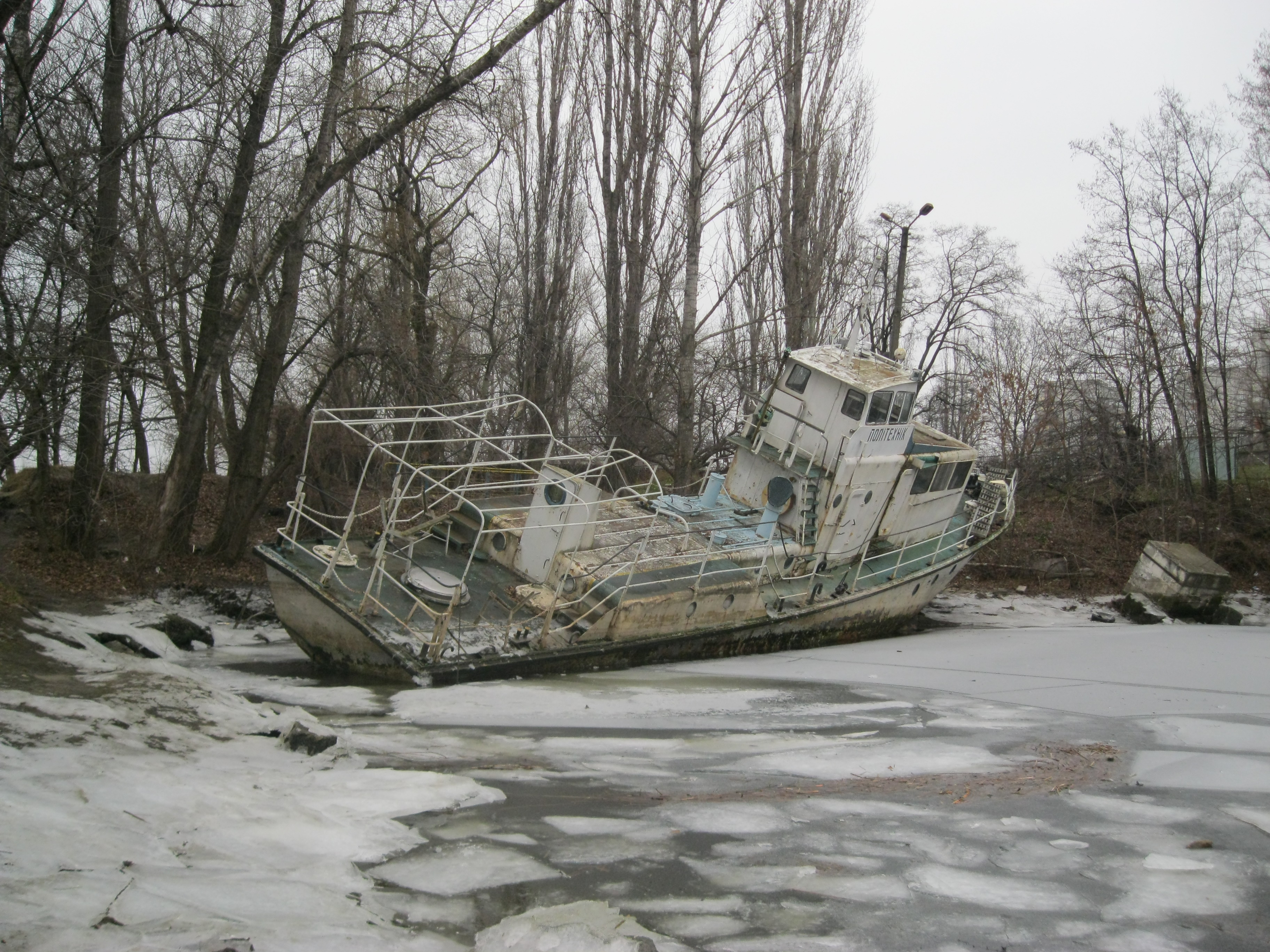
Занедбаний катер «Політехнік» на території Кременчуцької рятувально-водолазної станції (2014)

У 1992 році на основі «Головрічфлоту» була створена Акціонерна судноплавна компанія «Укррічфлот», яка 1995 року розпочала роботу над проєктом будівництва нових суховантажних суден типу «Десна» вантажопідйомністю 3500 тонн.
У 1990 році обсяги вантажоперевезень річковим транспортом в Україні досягали майже 67 млн тонн на рік, але в наступні роки ці показники почали стрімко знижуватися. Майже вдвічі зменшилася й довжина судноплавних річкових шляхів — з 4 до 2,1 тис. км. Це призвело до зниження інтенсивності вантажоперевезень у 3 рази, а пасажирських перевезень — у 7,5 разів. На деяких річках (наприклад, на Десні) регулярне судноплавство повністю занепало. У ці роки через дорожнечу експлуатації (перш за все, великі витрати палива) та, як наслідок, неможливість зберегти низькі тарифи на проїзд, майже повністю зникають із внутрішніх водних шляхів України судна на підводних крилах.

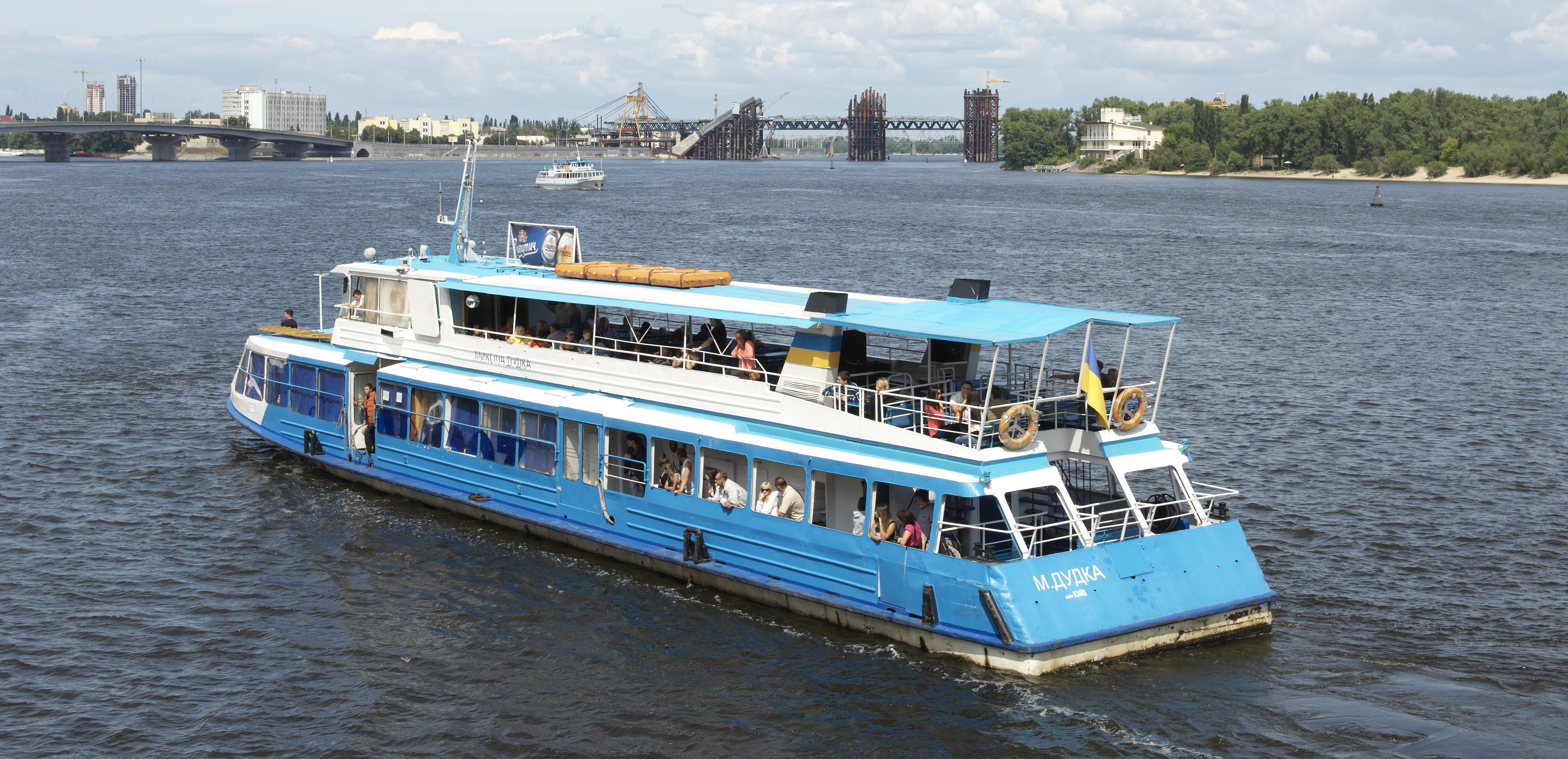
Пасажирський теплохід «Микола Дудка» в Києві (2009)

На початку XXI століття було кілька спроб реалізації проєктів по відновленню пасажирського судноплавства на Дніпрі. Так у Києві в 2009 році був відкритий маршрут річкового трамвайчика від Поштової площі до Березняків через станцію метро Дніпро. Теплохід на 200 місць курсував по буднях у ранкові та вечірні години пік, але цей маршрут так і не став популярним серед містян. А в наступному році в Києві організували річкове таксі: невеликі катерки можна було викликати в різні місця акваторії міста. Але й річковий трамвай, і річкове таксі виявилися нерентабельними та проіснували недовго.
Ситуація з річковим транспортом України почала стабілізуватися лише в середині 2010-х років, коли на Дніпрі й Південному Бузі були проведені днопоглиблювальні роботи суднового ходу, що дало можливість використовувати судна з більшою вантажомісткістю та зменшити кількість рейсів. У ці роки будувалися нові перевантажувальні термінали, буксири й несамохідні судна. У 2017 році були відновлені й регулярні пасажирські перевезення на Південному Бузі. І вже в 2019 році обсяг вантажоперевезень внутрішніми водними шляхами України почав зростати — на 19,1 % в порівнянні з попереднім роком.

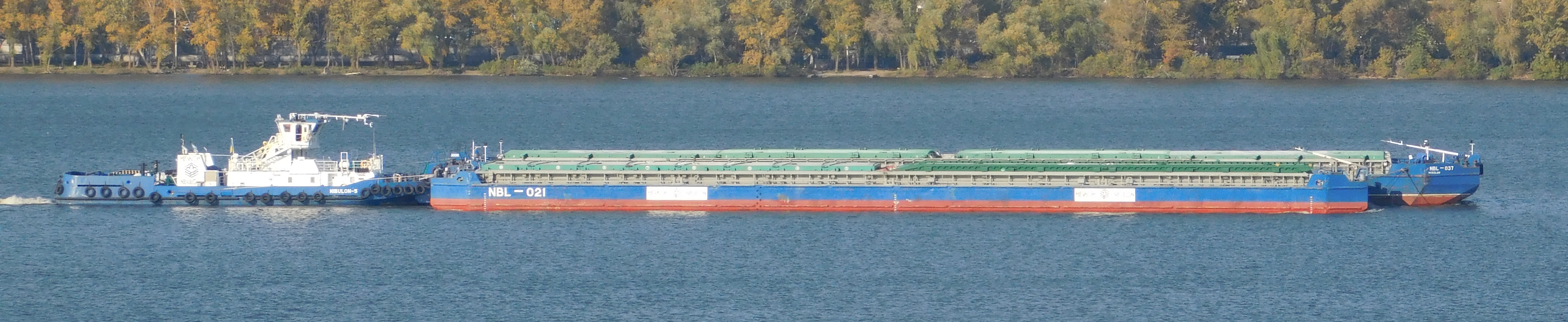
Буксир із баржою судноплавної компанії «Нібулон» (2019)

Розвиток внутрішнього судноплавства в Україні в 2022 році перервало російське вторгнення. Коли Росія захопила острів Зміїний, окупувала території Херсонської області й постійно обстрілювала Миколаїв, багато портів були відрізані від логістичних шляхів. Зміїний став ключовим плацдармом для Росії, щоб контролювати судноплавство на Дунаї. Саме звідти російські катери здійснювали рейди до дельти річки, зокрема для мінування підходів до неї. У самому Дунаї навіть відбувалися збройні сутички між російськими та українськими катерами. Тому повернення Україною контролю над островом влітку 2022 року стало вирішальним для відновлення транспортування агропродукції через дельту Дунаю. Це було особливо важливо, оскільки річкові порти на Дунаї мали стратегічне значення для українського експорту, включно з реалізацією Чорноморської зернової ініціативи. Важливість галузі в умовах повномасштабної війни доводить і той факт, що навіть попри неможливість здійснювати повноцінні перевезення, вдосконалення інфраструктури річкового судноплавства України триває.

## Загальна характеристика

### Водні шляхи
Загальна довжина судноплавних річок України становить 2 241 км; за іншими джерелами — 4,4 тис. км. Найбільшою транспортною водною артерією є Дніпро, довжина якого в межах України сягає 981 км. Важливими водними магістралями є й великі притоки Дніпра — Прип'ять і Десна, а також річки Дністер і Південний Буг, ділянки Дністровського лиману та гирло Дунаю. Малі з погляду транспортного використання судноплавні річки (Стир, Горинь, Самара, Сіверський Донець, Інгулець, Ворскла, Псел, Оріль) здебільшого застосовуються для перевезення будівельних матеріалів та агропромислової продукції. До 90 % внутрішніх водних перевезень здійснюється саме Дніпром та його притоками — Десною та Прип'яттю. Решта 10 % припадає на інші річки.
Річковий транспорт України здійснює перевезення вантажів не лише внутрішніми водами України, але й Чорним і Середземним морями, що забезпечує доставку до річкових портів Румунії, Німеччини, Угорщини та Австрії, а також морських портів Болгарії, Грузії та країн Середземномор'я.

### Організація та інфраструктура

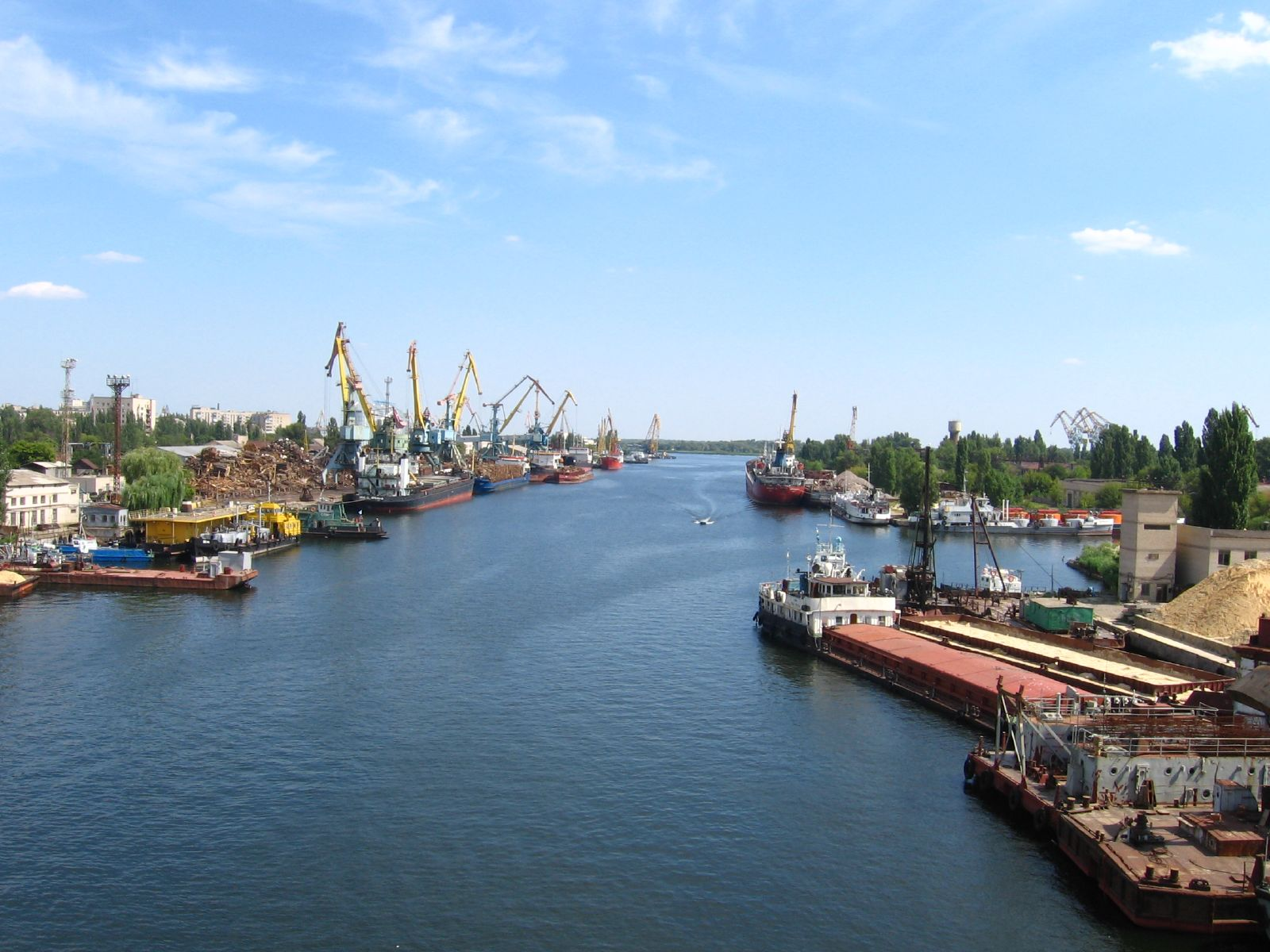
Херсонський річковий порт (2006)

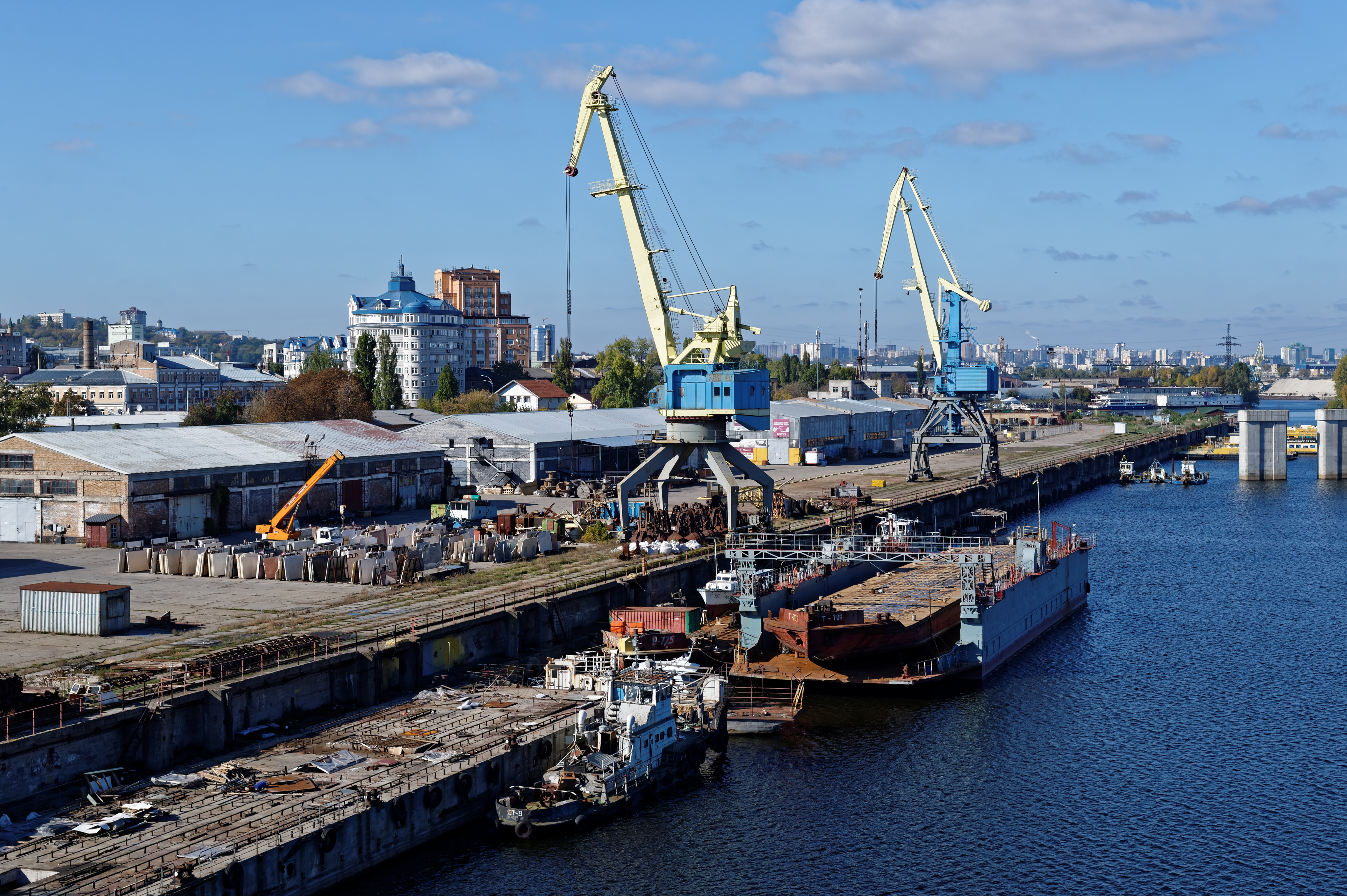
Київський річковий порт (2016)

До структури річкового транспорту входять підприємства, що здійснюють перевезення пасажирів, вантажів, багажу й пошти, а також порти, пристані, судна, суднобудівні та судноремонтні заводи, ремонтно-експлуатаційні бази та інші підприємства й установи, що забезпечують його функціонування.
Згідно зі Статтею 70 Земельного кодексу України «до земель внутрішнього водного транспорту належать території річкових портів (терміналів), а також землі під:

а) причальними спорудами, операційними акваторіями причальних споруд і затонами з усіма технічними спорудами та устаткуванням, що обслуговують внутрішній водний транспорт;

б) пасажирськими вокзалами, павільйонами і причалами;

в) судновими ходами, судноплавними каналами, судноплавними і захисними гідротехнічними спорудами внутрішніх водних шляхів;

г) берегоукріплювальними спорудами та насадженнями;

ґ) вузлами зв'язку, радіоцентрами і радіостанціями;

д) будівлями, береговими навігаційними знаками та іншими спорудами для обслуговування водних шляхів, судноремонтними і суднобудівними заводами, ремонтно-експлуатаційними базами, майстернями, судноверф'ями, відстійно-ремонтними пунктами, складами, матеріально-технічними базами, інженерними мережами, службовими та культурно-побутовими будівлями, іншими об'єктами, що забезпечують роботу внутрішнього водного транспорту».

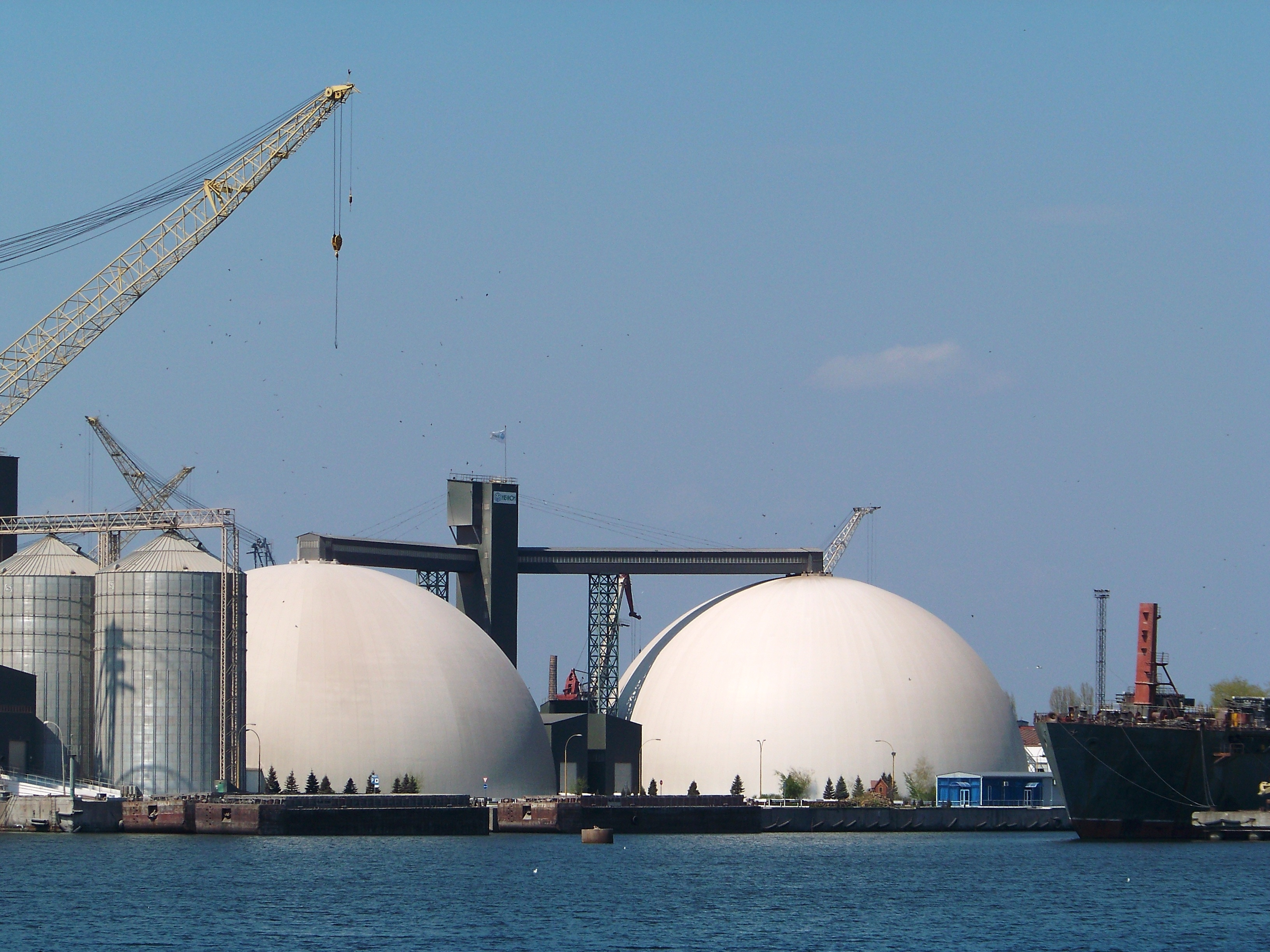
Миколаївський перевантажувальний зерновий термінал «Нібулон» (2010)

Перевезення аграрних, сировинних і промислових вантажів річковим транспортом в Україні забезпечують низка судноплавних компаній: «Укррічфлот», «Українське Дунайське пароплавство», «Нібулон», «Argo Shipping Group», — деякі з яких були реорганізовані з радянських державних підприємств, деякі — створені після відновлення незалежності України.
Основні операції з вантажно-розвантажувальних робіт виконуються в річкових портах Києва, Дніпра, Запоріжжя, Кам'янського, Кременчука, Черкас, Нікополя, Чернігова, Херсона, Миколаєва, Рені, Ізмаїла, Кілії, Вилкового. Пропускна здатність 16 річкових портів та терміналів становить 60 млн тонн на рік.
У структурі річкових перевезень внутрішніми водними шляхами України велика частка мінеральних будівельних матеріалів, цементу, руди, металу й металобрухту, вугілля та сільськогосподарської продукції. Найбільші обсяги вантажоперевезень припадають на Київську, Дніпропетровську, Запорізьку та Херсонську області.
Станом на 2016 рік 80,8 % суден річкового флоту України (1 648 одиниць) були придатними до використання, тоді як 19,2 % (392 одиниці) — непридатними. Серед суден, які перебували на той час в експлуатації, найбільшу частку складали: службово-допоміжні судна — 46,7 % (770 одиниць) та транспортні судна — 44,4 % (731 одиниця). Загальна вантажопідйомність транспортних суден станом на 2016 рік становила 899,8 тис. тонн, а пасажиромісткість — 16,4 тис. осіб.
Технічний стан річкового флоту України критичний, що також негативно впливає на обсяги вантажоперевезень. Так станом на 2016 рік близько 81,9 % суден були технічно та морально застарілими. Найбільш зношеними були вантажопасажирські судна — 97,1 %.

## Проєкт водного шляху E40
Водний шлях E40 — проєктований міжнародний судноплавний шлях, який має з'єднати Балтійське та Чорне моря. Водний шлях E40 проходить територіями Польщі, Білорусі й України, пролягаючи через Віслу, Західний Буг, Мухавець, Дніпровсько-Бузький канал, Прип'ять та Дніпро. Довжина всього шляху становить 2352,8 км.
Ще з кінця XVIII століття через Дніпровсько-Бузький канал здійснювалися внутрішні водні перевезення між Балтійським і Чорним морями. Проте востаннє вантажі за цим маршрутом транспортувалися за часів СРСР. Судна ж, які планують запустити цим водним шляхом у XXI столітті, суттєво відрізняються від тих, що використовувалися в минулому: це великотоннажні судна типу «річка-море». Для їхнього руху необхідно провести масштабне поглиблення русел річок і каналів на всьому маршруті.
Ідея створення цього водного шляху була офіційно оформлена в 1996 році, коли в Женеві була підписана Європейська угода про найважливіші внутрішні водні шляхи міжнародного значення (European Agreement on Main Inland Waterways of International Importance (AGN). Geneva, 19 January 1996). Україна приєдналася до цієї угоди в 2010 році.
У 2016 році Гданський морський інститут підготував техніко-економічне обґрунтування проєкту «Відновлення водного шляху Е40 на ділянці Дніпро — Вісла». Звіт на 219 сторінок наголошував на потенційних перевагах будівництва маршруту, включаючи здешевлення перевезень, зменшення викидів парникових газів і створення нових робочих місць. Того ж року міністерства Білорусі та Польщі підписали меморандум про будівництво шляху, а в 2017 році питання розвитку проєкту обговорювалося в Новій Каховці в межах ініціативи «Водні ворота України». У 2019 році на Форумі регіонів у Житомирі президенти України та Білорусі уклали домовленість про співпрацю щодо поглиблення Прип'яті й Дніпра з метою відновлення судноплавства між країнами.
Однак на практиці роботи не були розпочаті, й станом на 2024 рік водний шлях E40 залишається недіючим. Лише в Польщі тривали роботи з реалізації проєкту, зокрема у вересні 2022 року був відкритий судноплавний канал через Віслинську косу, який забезпечив суднам можливість виходити з портів Віслинської затоки до Балтійського моря без погодження з Росією.
Водночас проєкт E40 неодноразово піддавався критиці з боку економістів, екологів і громадських активістів. Основними проблемами називали:
- відсутність чітких економічних вигод та високі фінансові витрати на будівництво й обслуговування маршруту;
- неможливість конкурувати із залізничним транспортом;
- значні екологічні ризики, особливо для регіону Полісся.[48]

## Перспективи розвитку
Річковий транспорт найбільше підходить для перевезення вантажів, де важливі не швидкість, а регулярність доставки. До таких вантажів належать зерно, пісок, метал, добрива, руда тощо.

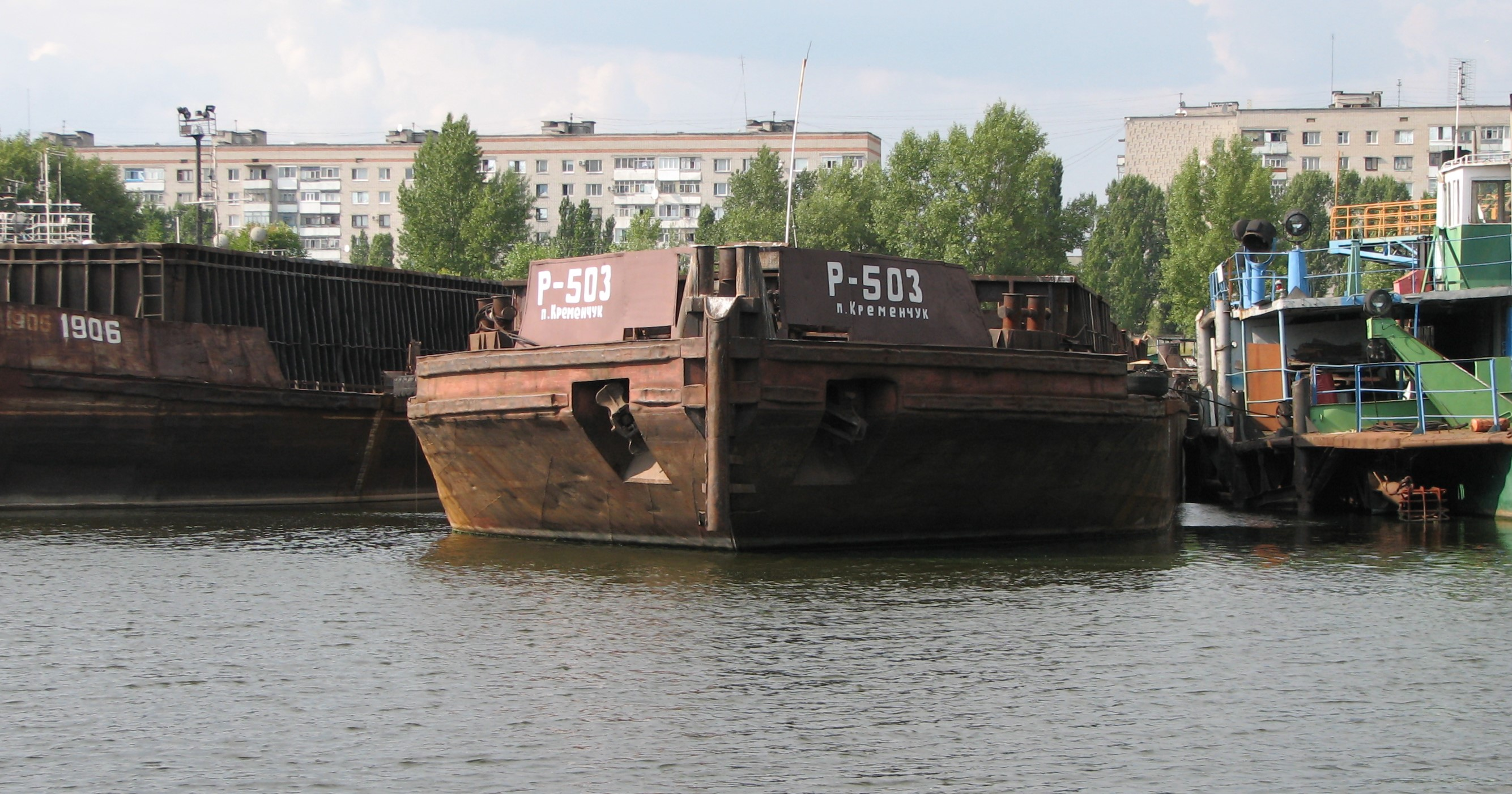
Старі баржі в Кременчуцькому річковому порту (2009)

Станом на 2016 рік, попри значний потенціал, частка вантажоперевезень річковим транспортом в Україні становила лише 0,5 %. Для порівняння, у країнах ЄС цей показник значно вищий: у Болгарії — 16,3 %, у Німеччині — 12,3 %, а загалом в Євросоюзі — 6,7 %. Тобто потенціал для збільшення вантажоперевезень річками є великий, але в той же час його реалізації заважають численні проблеми, які потребують вирішення:
- недосконала та застаріла інфраструктура (шлюзи, навігаційне обладнання, суднові ходи тощо);
- брак приватної інфраструктури (термінальних комплексів, мультимодальних логістичних центрів тощо);
- зношеність та нестача флоту;
- кадрові проблеми (брак кваліфікованих спеціалістів для роботи на внутрішніх водних шляхах)
- недосконале законодавство;
- неефективне державне управління;
- неконкурентні умови (надмірне податкове навантаження та відсутність необхідного бюджетного фінансування на рівні з іншими видами транспорту).[34]

Крім того, річка Дніпро закрита для вільного проходження суден під іноземним прапором без спеціального одноразового дозволу, а також для каботажних перевезень іноземним флотом між українськими портами без відповідного дозволу на такі операції.
Але все ж в Україні, як і в багатьох інших країнах, інтерес до використання внутрішнього водного транспорту для перевезень зростав. Вантажовласники, зокрема виробники металу та зернотрейдери, на тлі економічної нестабільності, зростання цін на паливо та проблем із залізничним і автомобільним транспортом, спричиненим війною на сході країни, намагаючись оптимізувати витрати на логістику та покращити ефективність перевезень, усе активніше зверталися до річкового транспорту.
Із 2018 року й до російського вторгнення в 2022 році річковий транспорт України розвивався й вдосконалювався: будувалися й вводилися в експлуатацію нові портові елеватори, криті зернові склади, проводилася оптимізація системи управління й впроваджувалися сучасні IT-рішення для підвищення ефективності. Подальший розвиток галузі зупинив воєнний напад Російської Федерації, що розпочався 24 лютого 2022 року.
Незважаючи на всі проблеми, річковий транспорт набуває дедалі більшого значення в Україні. Уже в найближчому майбутньому він має потенціал для відновлення втрачених позицій і може стати серйозною альтернативою залізничному та автомобільному транспорту. Окрім того, розвиток галузі може позитивно вплинути на соціальну сферу та довкілля України.

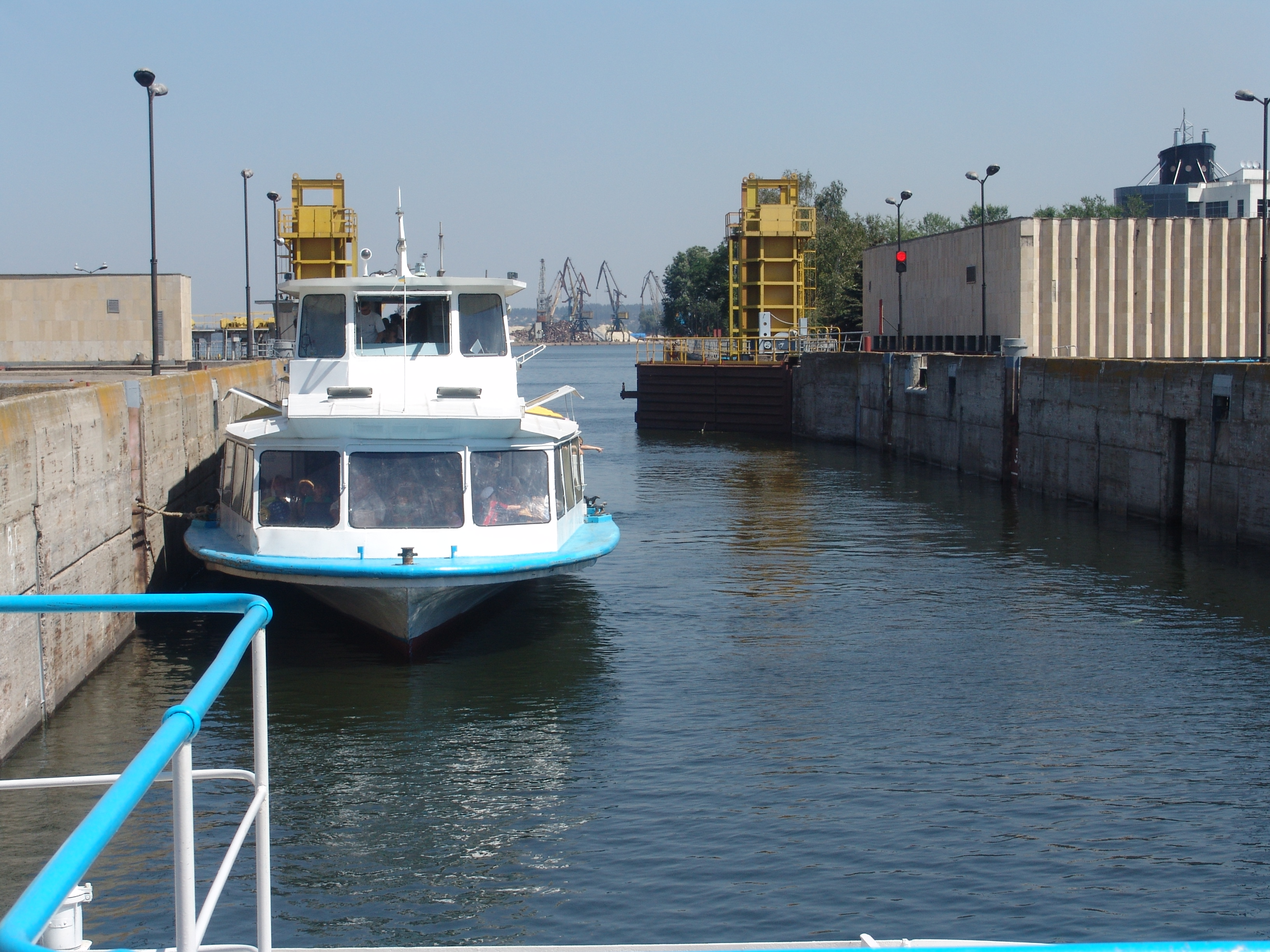
Новий шлюз у Запоріжжі (2008)

Але для подальшого розвитку річкового транспорту в Україні (підвищення його ефективності та конкурентоспроможності) необхідною є низка передумов та змін:
- списання застарілих суден та оновлення флоту сучасними суднами нових типів;
- оновлення шлюзів, вдосконалення навігаційних систем, створення сучасної річкової інформаційної служби;
- використання великовантажних суден для внутрішніх перевезень масових вантажів;
- збільшення обсягів вантажів у контейнерах;
- збільшення перевезення ліхтеровозами;
- розвиток транспортування вантажів суднами типу «річка-море»;
- пом'якшення сезонних коливань у перевезеннях шляхом продовження навігаційного періоду та організації цілорічної роботи на певних ділянках;
- обладнання портів високопродуктивними перевантажувальними комплексами для навалочних вантажів і засобами малої механізації для зменшення часу простою суден, вагонів та автомобілів;
- будівництво багатофункціональних портових хабів;
- модернізація відомчих причалів, оснащення їх сучасною технікою для перевантаження;
- підвищення екологічності галузі.[1][34]